# Oceanijsko prvenstvo u košarci 2007.
Oceanijsko prvenstvo u košarci 2007. bilo je osamnaesto izdanje ovog natjecanja. Igralo se od 20. do 24. kolovoza u Melbourne, Sydneyu i Brisbaneu. Pobjednik se kvalificirao na OI 2008.

## Turnir
| 1. momčad   | Ishod   | 2. momčad   |
| ----------- | ------- | ----------- |
| Australija  | 79 : 67 | Novi Zeland |
| Novi Zeland | 67 : 93 | Australija  |
| Australija  | 58 : 67 | Novi Zeland |

| Pobjednici Oceanijskog košarkaškog prvenstva 2007. |
| AUSTRALIJA Šesnaesti naslov                        |